# Aleuroclava aucubae
Aleuroclava aucubae es una especie de  hemíptero de la familia Aleyrodidae.
Fue descrito científicamente por Kwana en 1911.